# Plac Wolności w Raciborzu
Plac Wolności w Raciborzu (daw. niem. Platz vor dem Großen Tor, poźn. Holzmarkt, Zwingerplatz, Polko-Platz, Horst-Wessel-Platz) – plac położony w raciborskiej dzielnicy Bronki, u zbiegu ulic Wojska Polskiego, Karola Miarki, Londzina, Drewnianej, Gimnazjalnej oraz Długiej. Charakterystycznym punktem placu jest umieszczony tam w latach 30. XX wieku głaz narzutowy znaleziony w Wojnowicach, pochodzący z epoki lodowcowej.

## Historia

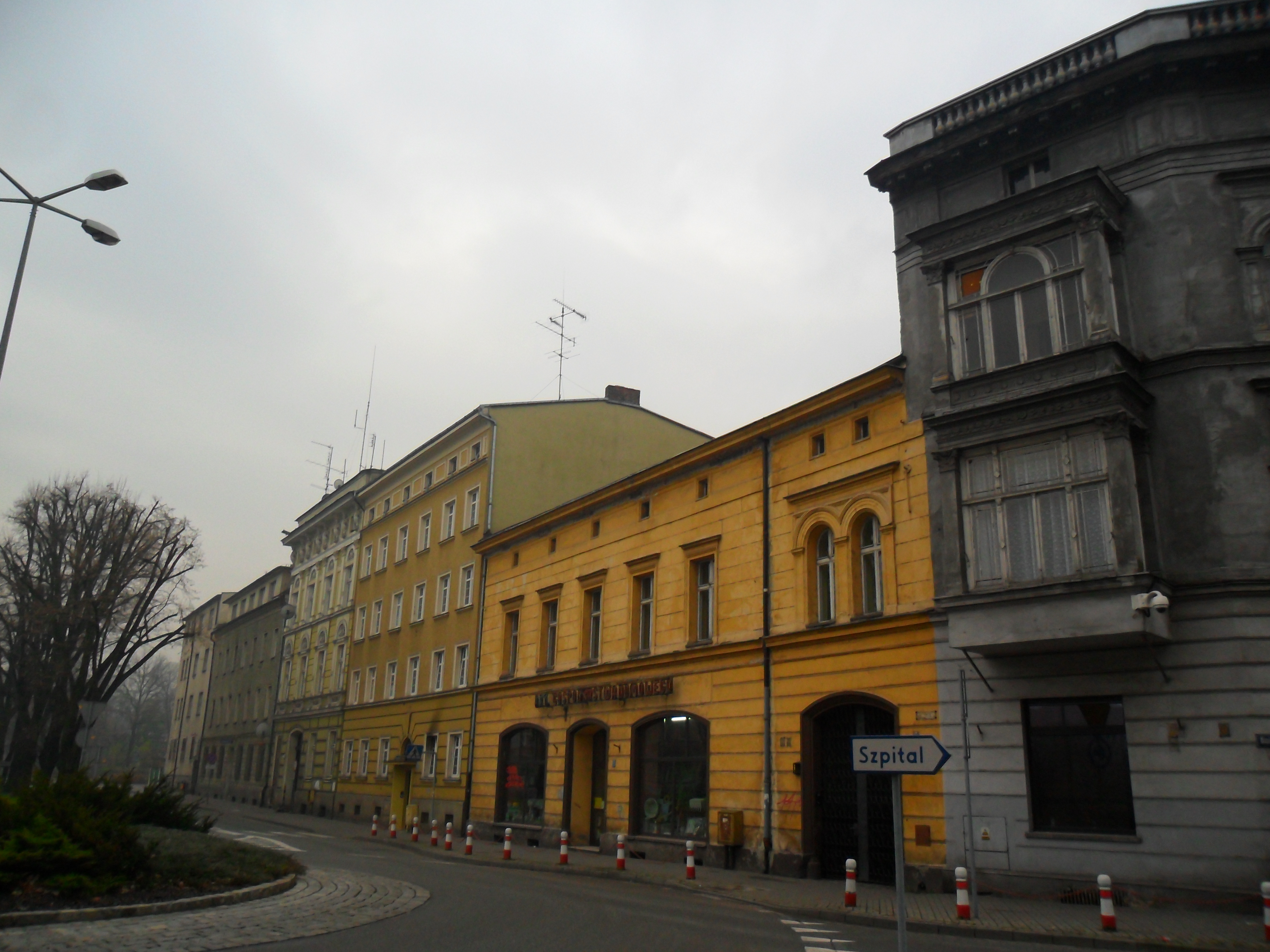
Zabudowania przy pl. Wolności

W miejscu styku dzisiejszego placu Wolności oraz ulicy Długiej stała kiedyś Brama Wielka, jedna z trzech bram prowadzących do grodu raciborskiego, opasanego dawniej w całości murami obronnymi. Stąd też plac mieści się dzisiaj na skraju starego miasta, w ścisłym centrum Raciborza, w odległości ok. 400 m od rynku. Bramę rozebrano w 1818 roku.
Początkowo na placu świętowali członkowie bractwa kurkowego, którzy wracali z pobliskiej strzelnicy. W 1817 roku przeniesiono tu z miasta targ zwierzęcy. Targ funkcjonował do 1880 roku, kiedy został przeniesiony w miejsce byłego ogrodu franciszkanów w dzielnicy Bronki. Początkowo miejsce to było określane jako plac przed Wielką Bramą (niem. Platz vor dem Großen Tor, później Targiem Drzewnym (niem Holzmarkt) i placem Międzymurza (niem. Zwingerplatz). Nazwa ta związana była z nazwaniem dzisiejszej ul. Wojska Polskiego ulicą Międzymurza. W 1870 roku kamienica przy placu Wolności nr 13 stała się własnością Adolfa Polko. Ten zasłużony dla miasta radny i przedsiębiorca przyczynił się do likwidacji targu zwierzęcego. Na własny koszt dokonał przebudowy skweru, czyniąc z niego jedno z najbardziej malowniczych miejsc Raciborza. Dokonaniem radnego było m.in. sprowadzenie rzadkich gatunków drzew, czy też postawienie pierwszej w Raciborzu publicznej fontanny. Czara fontanny stała na wysokim postumencie i zbierała wypływającą wodę.
W 1884 roku uchwałą Rady Miejskiej plac otrzymał, po swym fundatorze, nazwę Polko-Platz. 6 czerwca 1934 roku w miejsce fontanny ustawiono głaz narzutowy, jako "tysiącletni monument ruchu narodowo-socjalistycznego" i otoczono go niewielkim murkiem, przegrodzonym tabliczkami z nazwiskami bojowników ruchu narodowo-socjalistycznego: Horsta Wessela, Alberta Leo Schlagetera i innych. W latach 30. XX wieku zmieniono nazwę placu na Horst-Wessel-Platz, na cześć Horsta Wessela, młodego niemieckiego nazisty zastrzelonego podczas napadu, autora pieśni "Die Fahne Hoch" (Wznieście sztandary). W 1945 roku usunięto odwołania nazistowskie otaczające głaz.
W latach 2005–2006 przebudowano znajdujące się w obrębie placu skrzyżowanie z ulicami Drewnianą i Londzina, zamieniając je na rondo.

## Opis i ruch uliczny

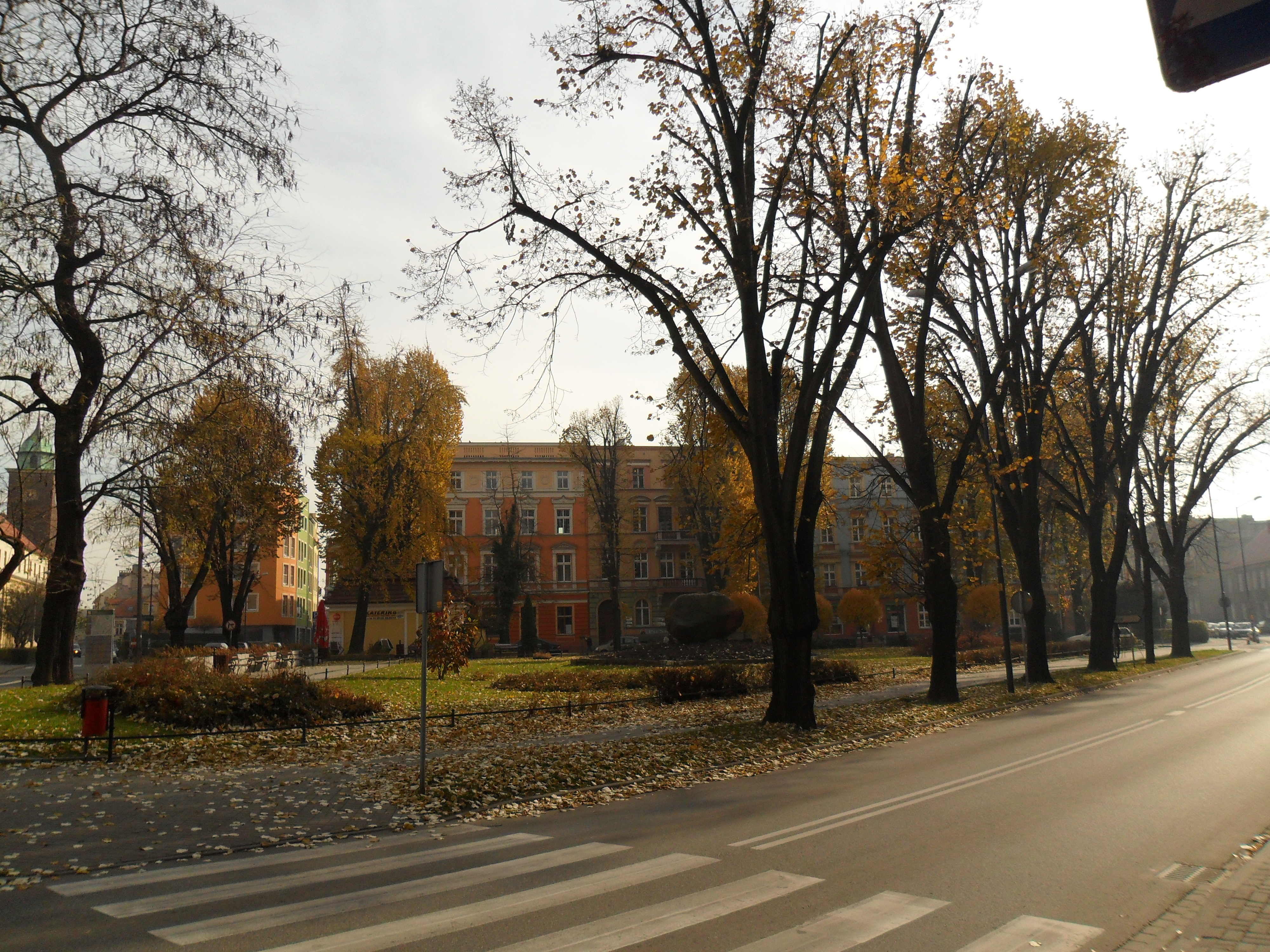
Plac Wolności z widocznymi klombami, ścieżkami, ławkami oraz głazem narzutowym

Plac, o kształcie zbliżonym do trójkąta, otoczony jest ze wszystkich trzech stron jezdniami. W północnej części zbiegające się ze sobą ulice Londzina i Drewniana tworzą rondo. Na terenie placu wytyczone są ścieżki pokryte kostką brukową, przy których znajdują się ławki. W centrum placu znajduje się głaz narzutowy, a jego pozostała część pokryta jest trawą, klombami i inną roślinnością, w tym okazami igliczni trójcierniowej i miłorzębu dwuklapowego. Na terenie placu znajduje się również mały, murowany budynek, w którym mieści się lokal gastronomiczny. Po wschodniej stronie placu znajduje się neoklasycystyczny budynek należący do Spółdzielni Rzemieślniczej oraz wolno stojąca kamienica, po stronie zachodniej ciąg budynków, a od strony południowej ciągnie się rząd eklektycznych kamienic z elementami neorenesansu.
Jezdnie okalające plac Wolności pokryte są asfaltem, a po obu ich stronach znajdują się chodniki. Od zbiegu ulic Karola Miarki i Wojska Polskiego do zbiegu ulic Długiej i Gimnazjalnej ruch pojazdów odbywa się tylko w jednym kierunku. Na pozostałych odcinkach obowiązuje ruch dwukierunkowy. U zbiegu ulic Londzina i Drewnianej znajduje się rondo. Od strony placu Wolności w kierunku ulicy Gimnazjalnej obowiązuje zakaz wjazdu. Plac ma powierzchnię około 65 arów i leży na wysokości 190,5 m n.p.m.

## Architektura

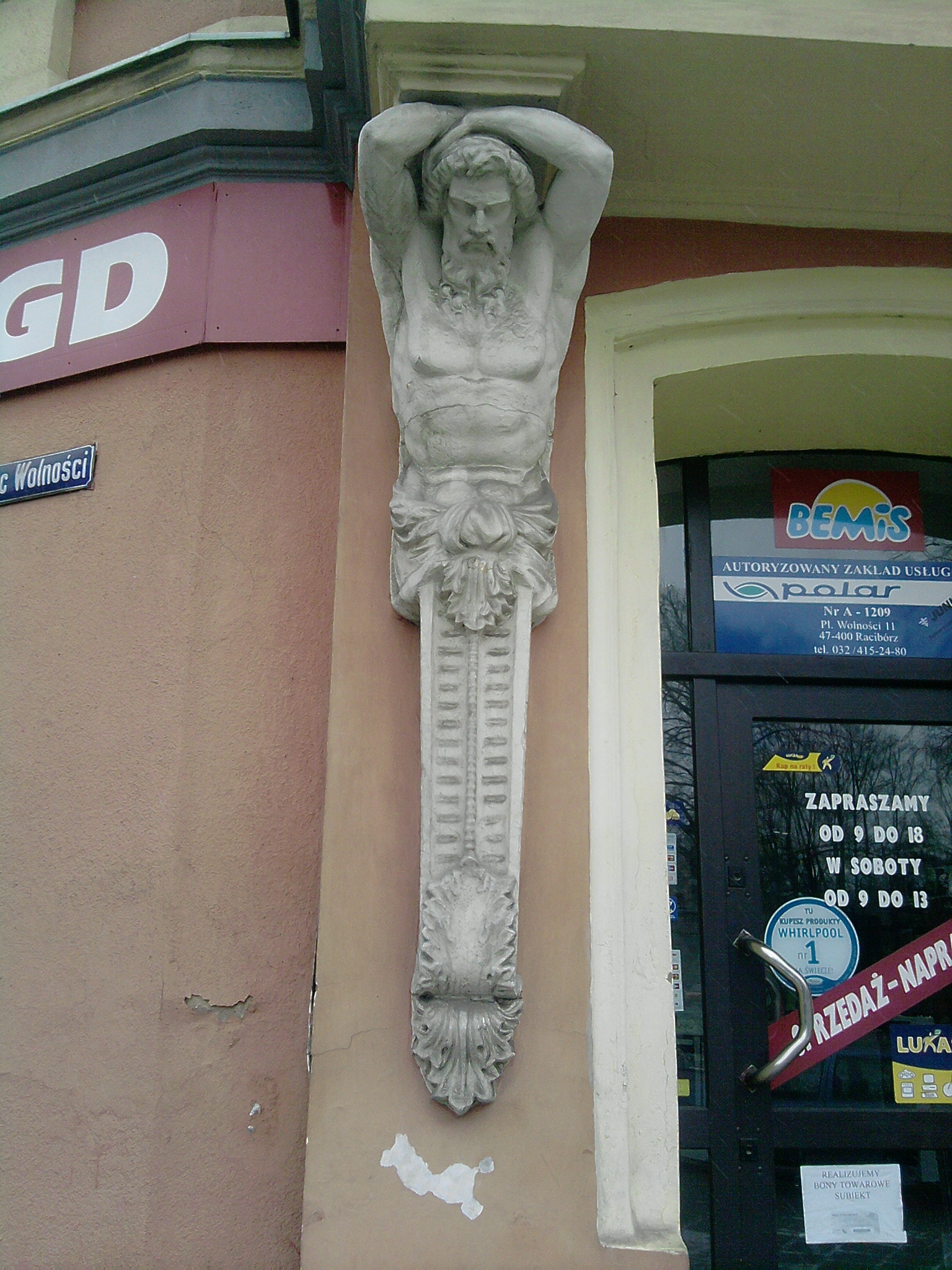
Herma podpierająca wykusz w kamienicy przy pl. Wolności 11

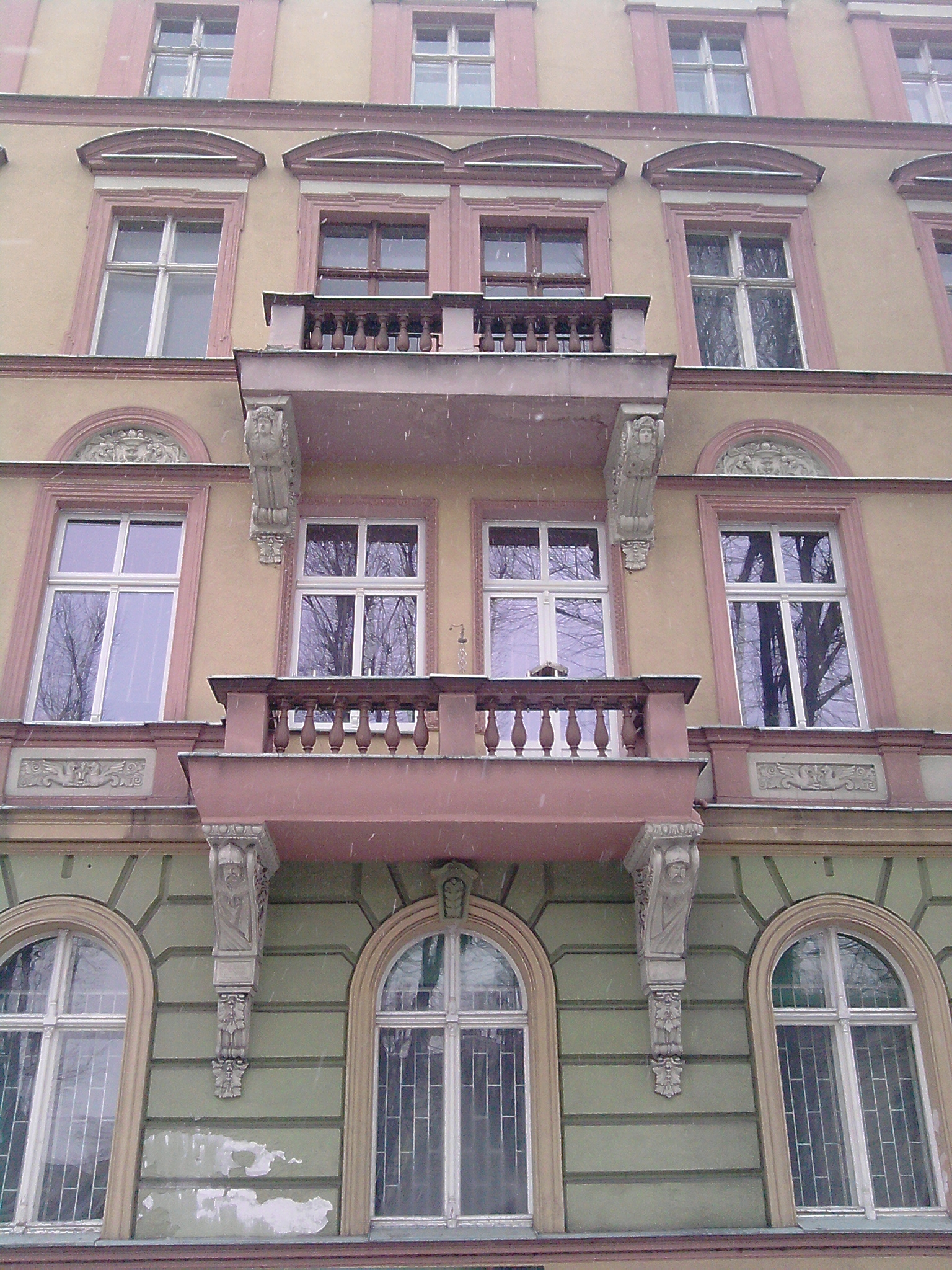
Balkony wsparte na kroksztynach w kamienicy przy pl. Wolności 12

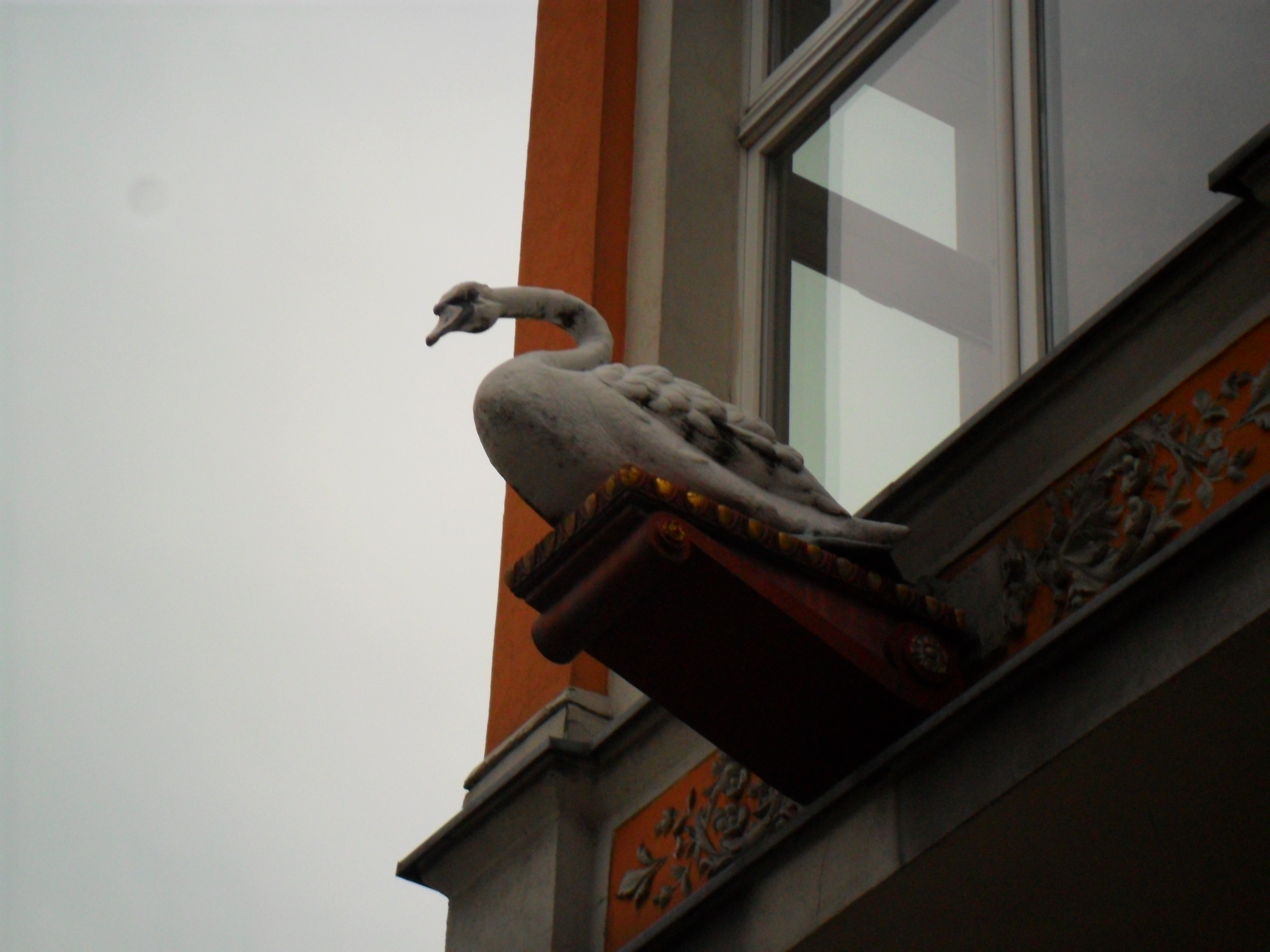
Rzeźba łabędzia na wykuszu kamienicy przy pl. Wolności 13

Obrzeża placu zabudowane są eklektycznymi kamienicami. Krótka charakterystyka wybranych obiektów:
Dom przy placu Wolności 1 – duży budynek, którego budowę rozpoczęto 9 lipca 1828 roku. Kamień węgielny położono 14 sierpnia 1828 roku. Powstał na potrzeby królewskiego głównego urzędu celnego (niem. Hauptzollamt), działającego w nim aż do 1945 roku. Architektonicznie jest to neoklasycystyczny dwukondygnacyjny dom z wysokim dwuspadowym dachem. W latach powojennych mieściła się tu wojskowa komenda rejonowa. W latach 1949–1953 w budynku mieściła się miejska biblioteka. W latach 80. XX wieku został przebudowany, ale bryła architektoniczna pozostała nienaruszona. Obecnie należy do Spółdzielni Rzemieślniczej.
Dom przy placu Wolności 5 – wybudowany przed 1864 rokiem w stylu neorenesansowym. Jest to dwukondygnacyjny, mieszkalno-handlowy budynek. Parter jest boniowany. Dom ma zachowany detal architektoniczny. Fronton posiada pseudoryzalit z bramą wjazdową i dwoma otworami okiennymi, które są zamknięte pełnym łukiem. Elewacja frontowa zwieńczona kostkowym fryzem koronującym. Do elewacji tylnej przylega wieloboczna oficyna.
Kamienica przy placu Wolności 6 – czterokondygnacyjna budowla. Parter jest boniowany, a wyższe kondygnacje są tynkowane. Budynek posiada proste obramienia okienne. Elewacja frontowa zwieńczona kostkowym fryzem koronującym.
Kamienica przy placu Wolności 7 – wybudowana na przełomie lat 80. i 90. XIX wieku w style eklektycznym. Jest to trzykondygnacyjna budowla posiadająca bogaty detal architektoniczny. Parter jest boniowany, a wyższe kondygnacje posiadają bogate zdobienia. Obramowania okienne wieńczą naczółki w kształcie półkoli, a płyciny podokienne posiadają dekorację wypełnioną motywami groteski. Elewacja frontowa zwieńczona rozbudowanym fryzem typu konsolowego, konsole w postaci herm z głowami putt. Do elewacji tylnej przylega oficyna i pomieszczenia gospodarcze.
Budynek przy placu Wolności 8 – pierwotnie zabudowania stanowiły folwark należący do zakonu dominikanek. W latach 80. XIX wieku mieściła się w budynku fabryka gwoździ Leo Brauna. Zabudowanie w latach 30. XX wieku mieściło Krajowy Urząd Prehistoryczny Górnego Śląska, którego kierownikiem był Georg Raschke, znany archeolog. Od 1936 roku mieściła się tu siedziba Deutsche Arbeitsfrontu, nazistowskich związków zawodowych. Obecnie w budynku znajduje się komenda raciborskiej policji, a budynek po remoncie nawiązuje do kamienicy eklektycznej.
Kamienica przy placu Wolności 11 – wybudowana w latach 1880–1900 w stylu eklektycznym z elementami neorenesansu. Jest to narożny, czterokondygnacyjny budynek mieszkalno-handlowy. W narożu znajduje się dwukondygnacyjny, prostokątny wykusz wsparty na hermach przedstawiających atlantów. Postacie atlantów flankują wejście do kamienicy, gdzie znajduje się sklep. Płytki ryzalit akcentuje przełamanie elewacji frontowej. Fronton jest tynkowany, a na drugiej kondygnacji obramowania okienne ujęte są w kanelowane pilastry i zwieńczone są fragmentami gzymsów. Natomiast obramowania okienne trzeciej kondygnacji zwieńczone są trójkątnymi naczółkami.
Kamienica przy placu Wolności 12 – wybudowana w latach 1880–1900 w stylu eklektycznym z elementami neorenesansu. Jest to czterokondygnacyjna budowla znajdująca się w linii zabudowy ulicy. Oś centralna elewacji frontowej akcentowana balkonami wspartymi na ozdobnych kroksztynach. Parter jest boniowany, a pozostałe kondygnacje są tynkowane. Obramienia okienne drugiej kondygnacji wieńczą półkoliste naczółki, w których znajduje się dekoracja o charakterze groteski.
Kamienica przy placu Wolności 13 – wybudowana w latach 1890–1900 w stylu eklektycznym z elementami neorenesansu. Została postawiona na budowli warownej należącej prawdopodobnie do zakonu templariuszy. Jest to czterokondygnacyjna, narożna budowla znajdująca się w linii zabudowy ulicy. Po odnowieniu została pomalowana na kolor pomarańczowy. Fronton wieńczy fryz z wolich oczu i attyka. W narożu znajduje się jednokondygnacyjny, prostokątny wykusz wsparty na kroksztynach i zwieńczony balkonem z balustradą. Parter boniowany, a pozostałe kondygnacje tynkowane. Budynek posiada bogatą dekorację sztukatorską, w tym groteskę, wieńce laurowe oraz stylizowane łabędzie. Kamienica mieści działającą od 1875 roku Aptekę pod Łabędziem. Motyw łabędzia w nazwie apteki nie jest przypadkowy, bowiem niewielka rzeźba tego zwierzęcia zdobi narożny wykusz.

## Przyroda

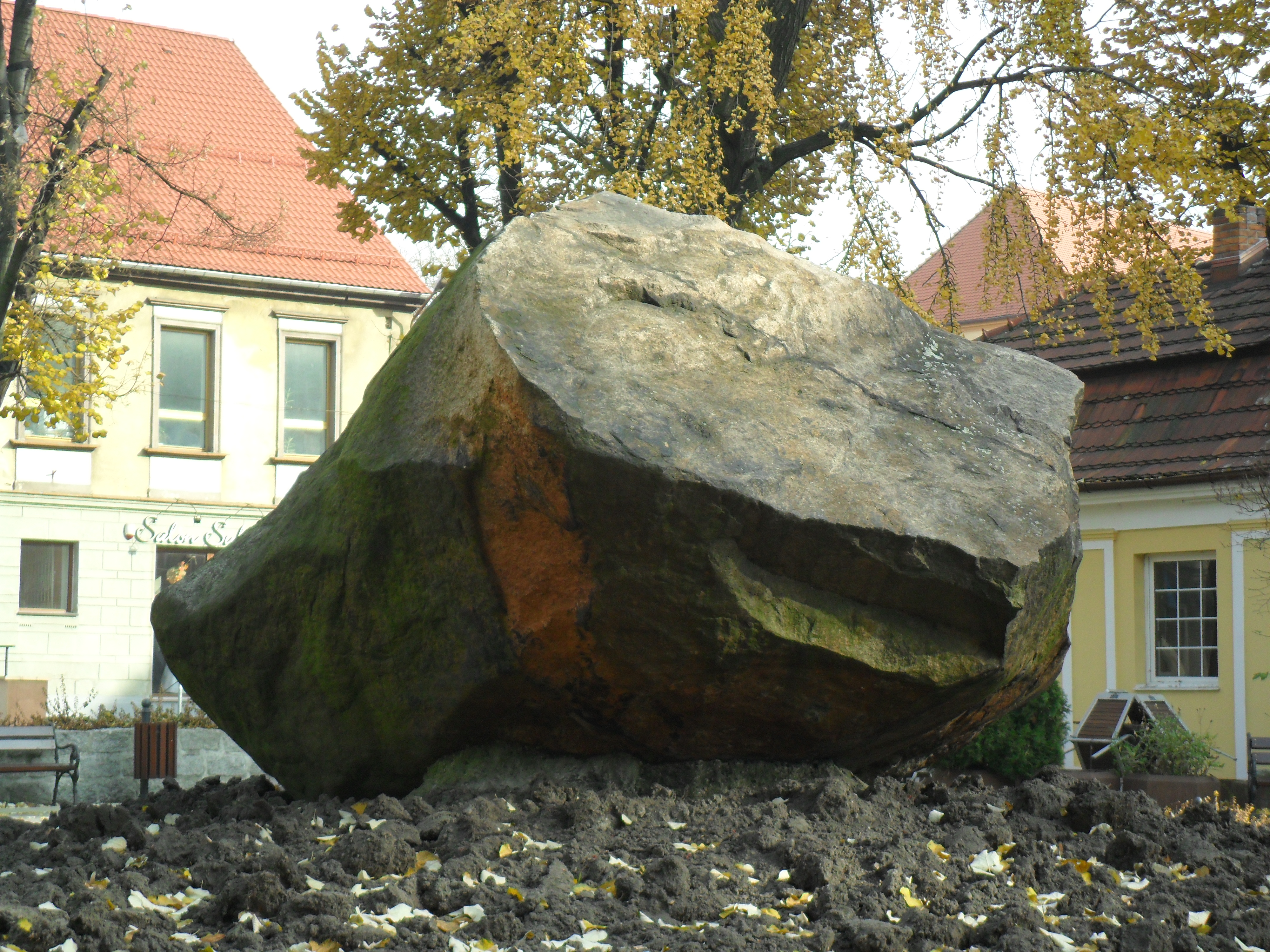
Głaz narzutowy na placu

Na placu Wolności znajdują się najokazalsze raciborskie egzemplarze igliczni trójcierniowej (odmiana bezbronna) oraz miłorzębu dwuklapowego (okaz żeński). Wspomniana iglicznia jest jednym z trzech przedstawicieli tego gatunku w Raciborzu. Jednak najciekawszą osobliwością przyrodniczą placu jest odkryty niedaleko Raciborza w 1927 roku i przywieziony na plac w 1934 roku okazały głaz narzutowy z granitu, uznany za pomnik przyrody nieożywionej.

## Szlaki turystyczne
Przez plac Wolności przebiegają dwa szlaki turystyczne:
- Szlak im. Polskich Szkół Mniejszościowych
- Szlak im. Husarii Polskiej

## Plan

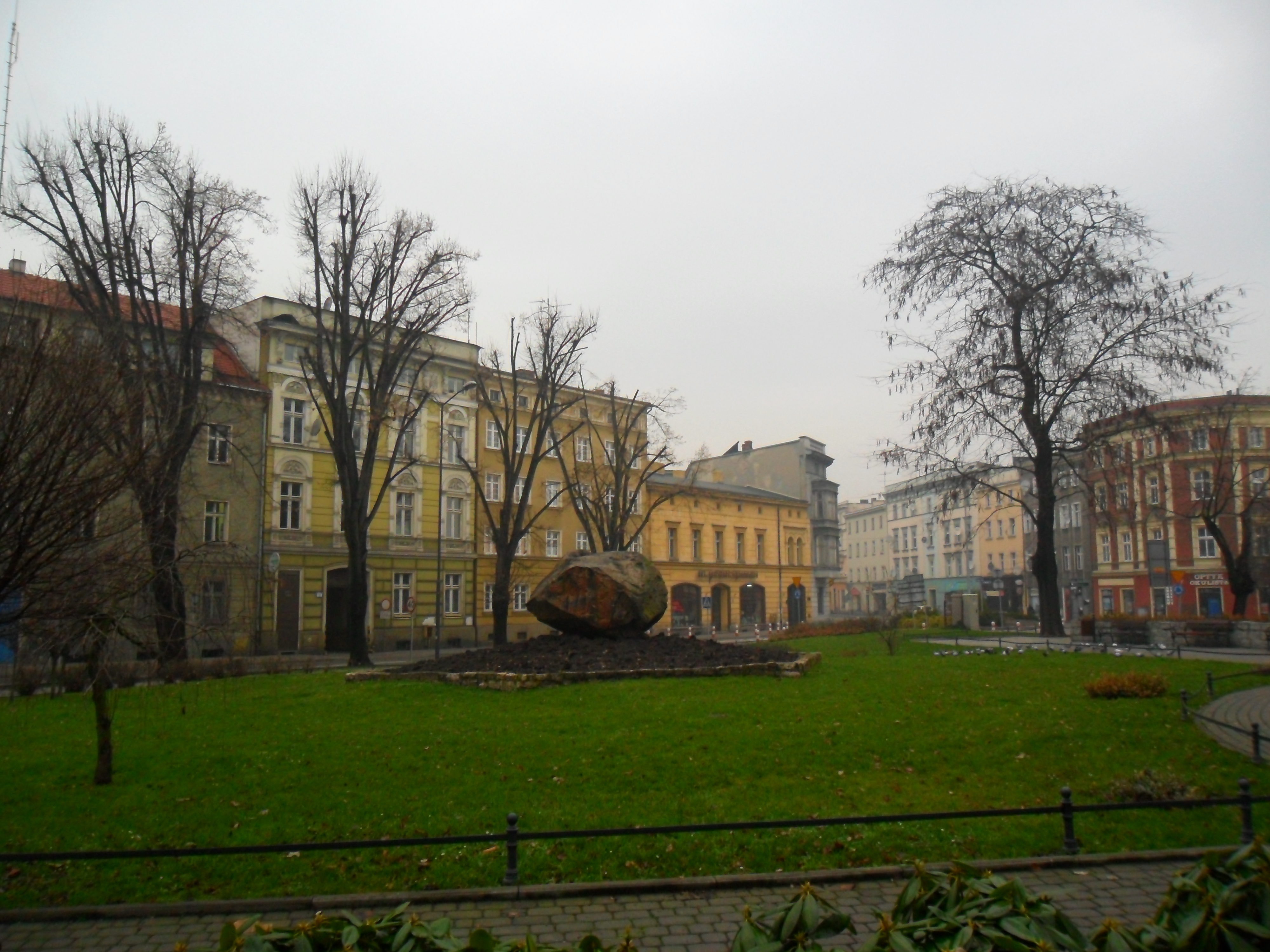
1. Głaz narzutowy na pl. Wolności
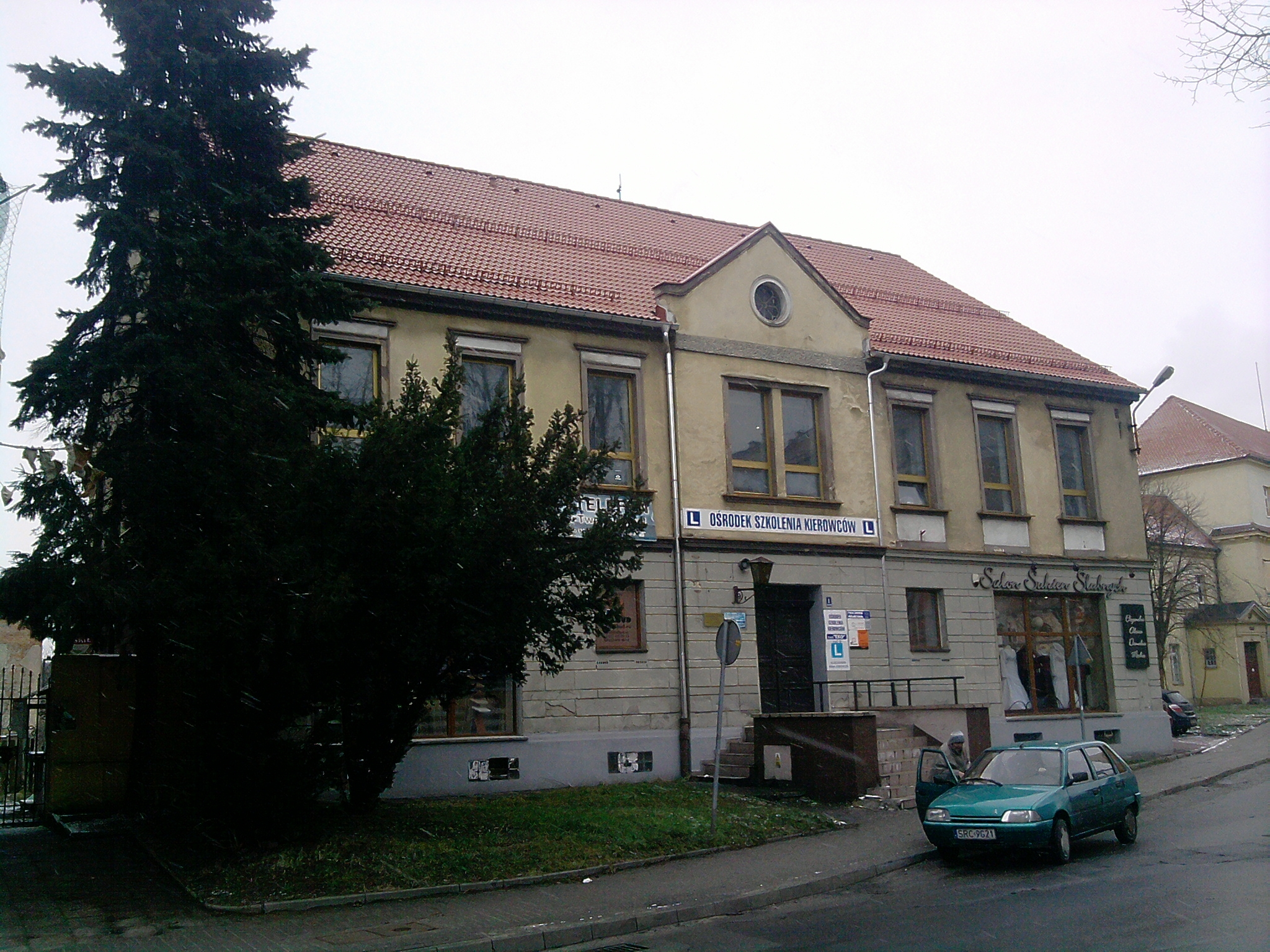
2. Dom przy pl. Wolności 1
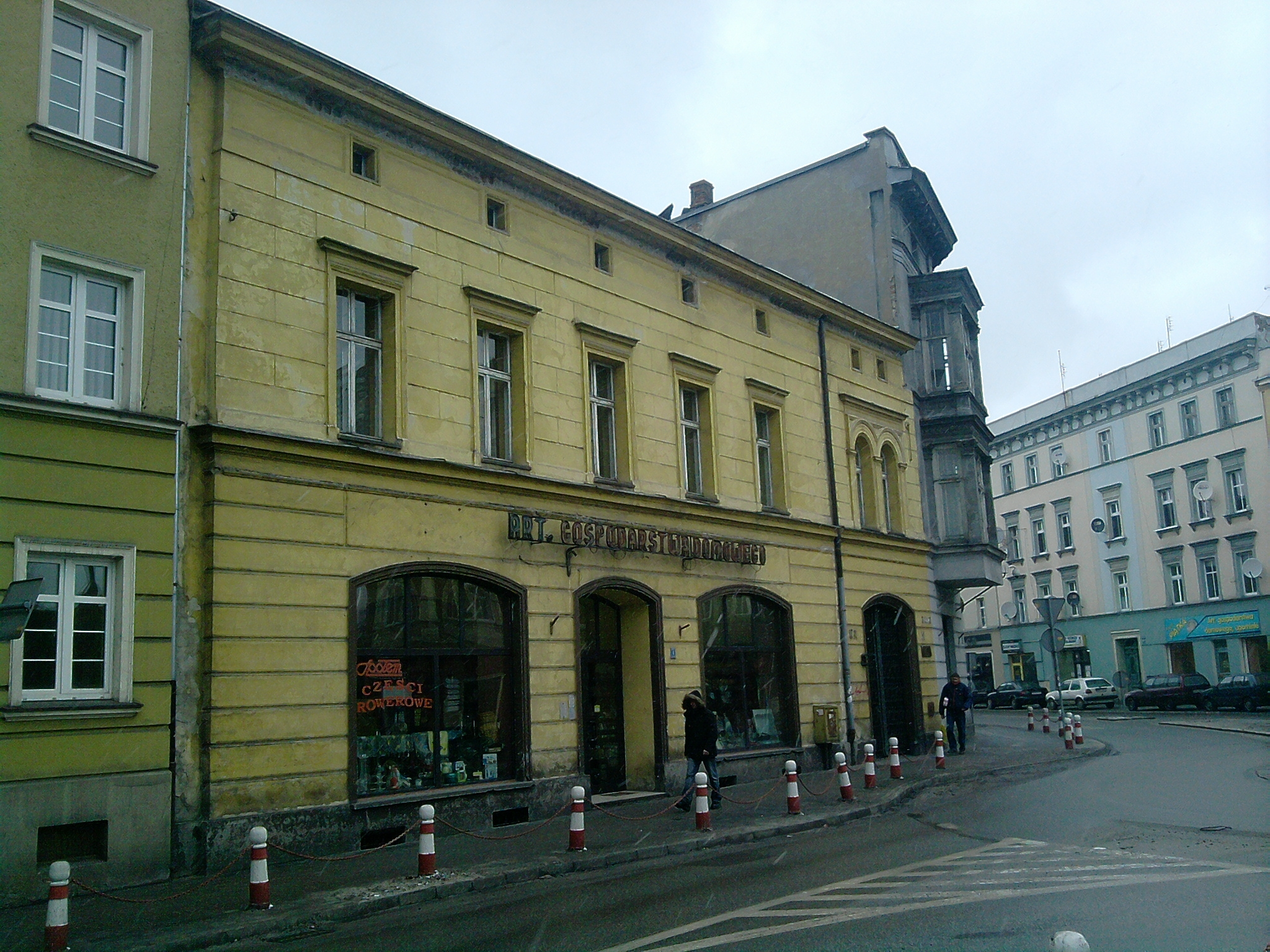
3. Dom przy pl. Wolności 5
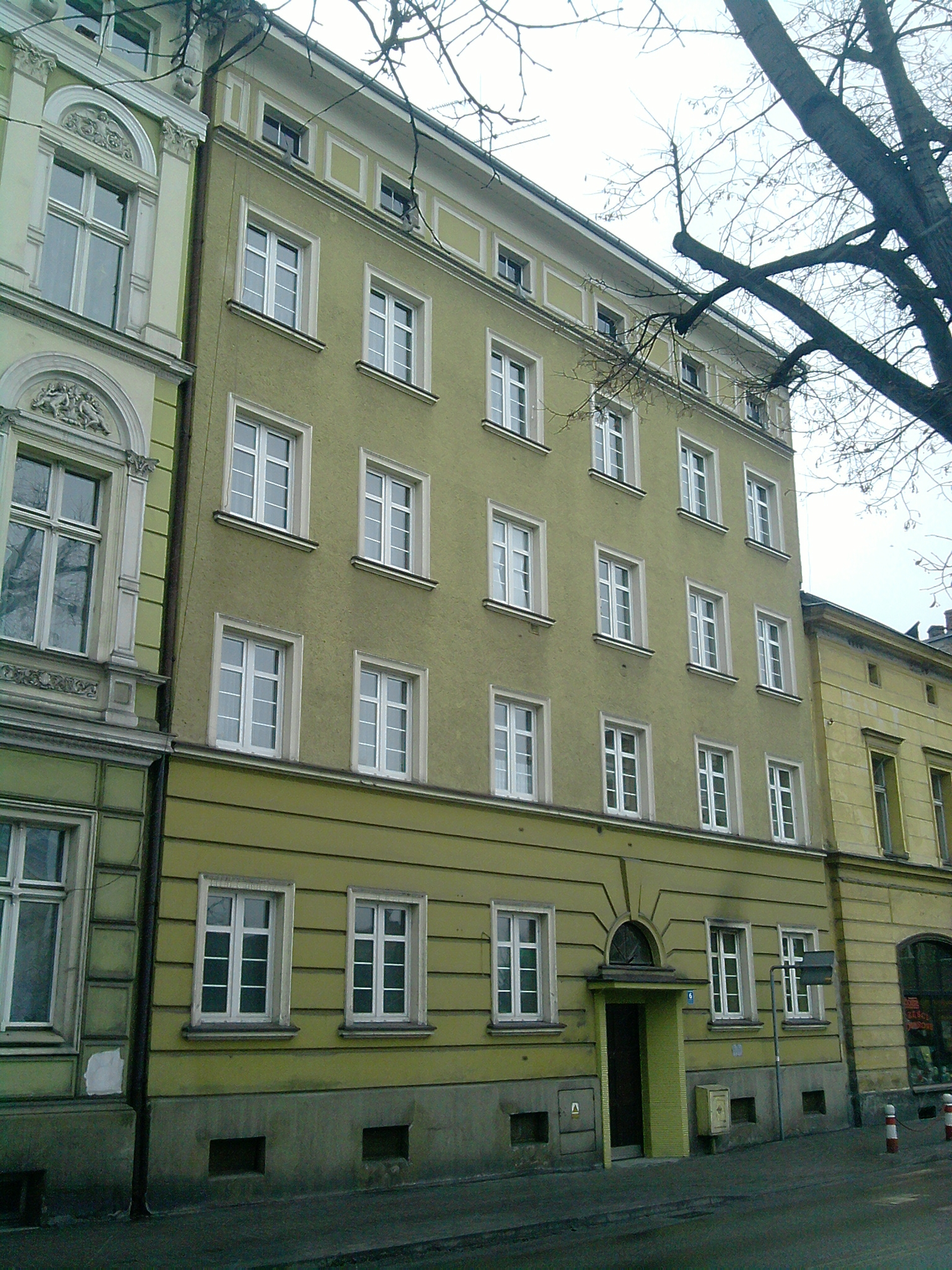
4. Kamienica przy pl. Wolności 6
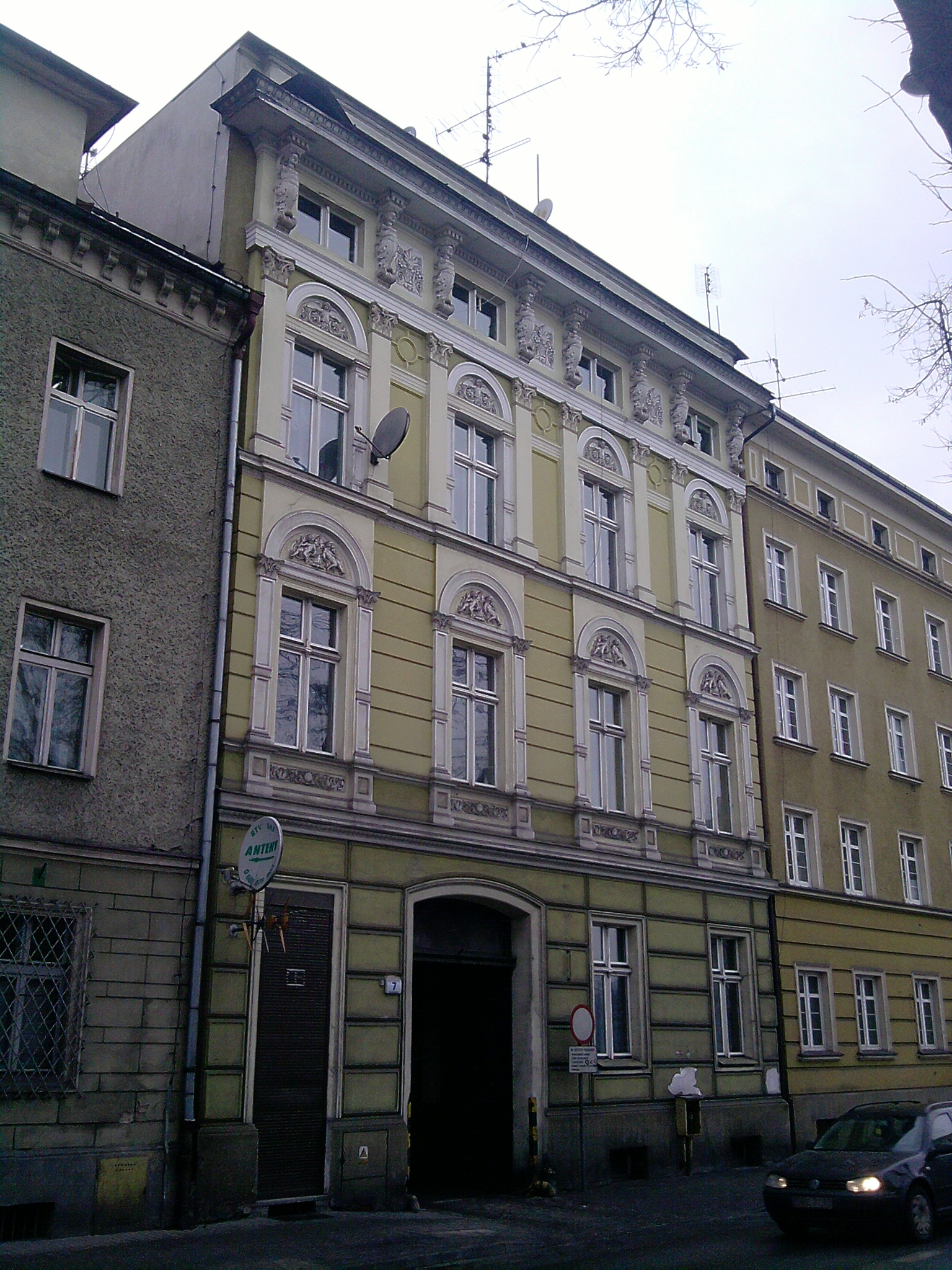
5.Kamienica przy pl. Wolności 7
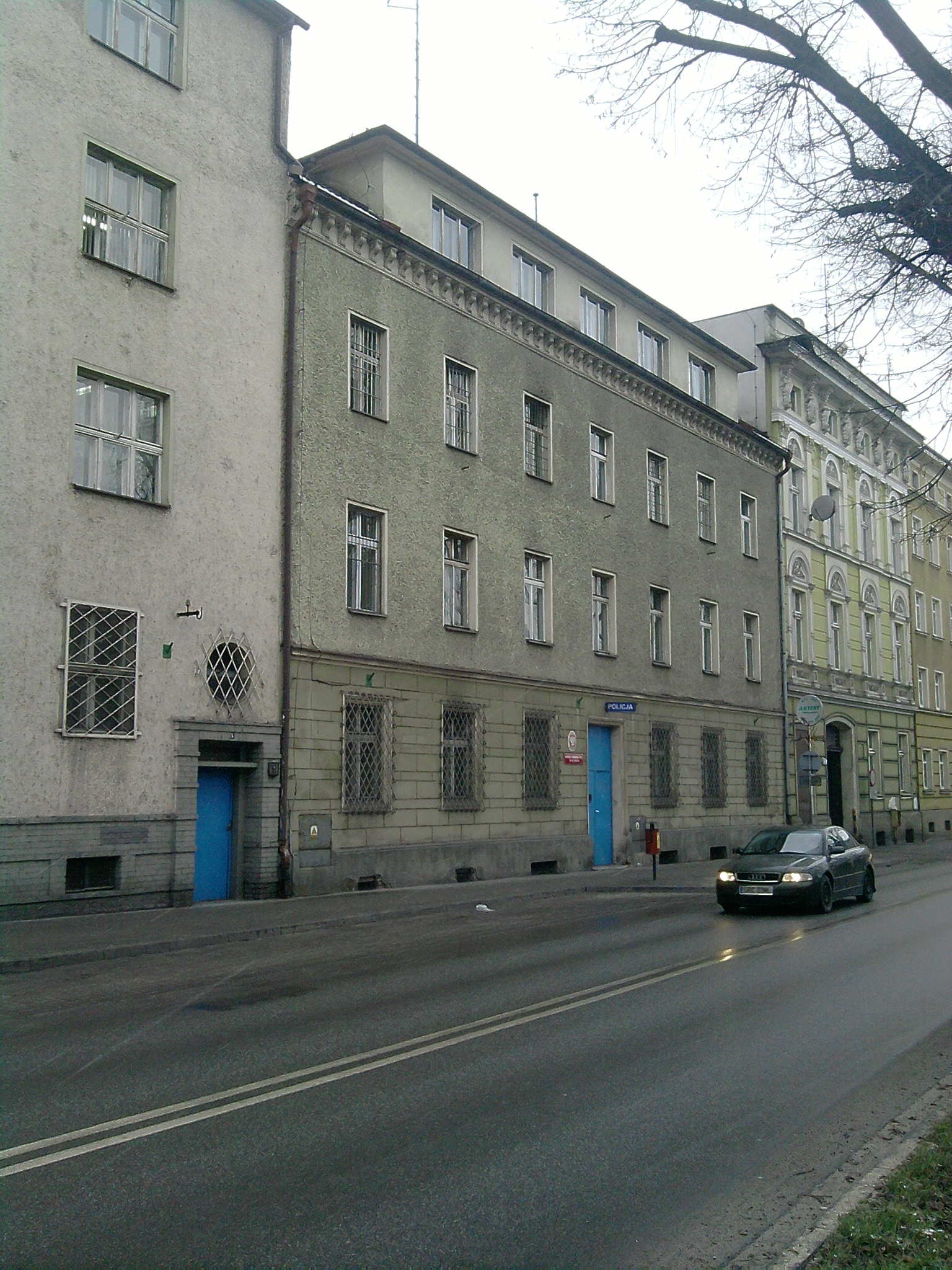
6. Komenda Powiatowa Policji przy pl. Wolności 8
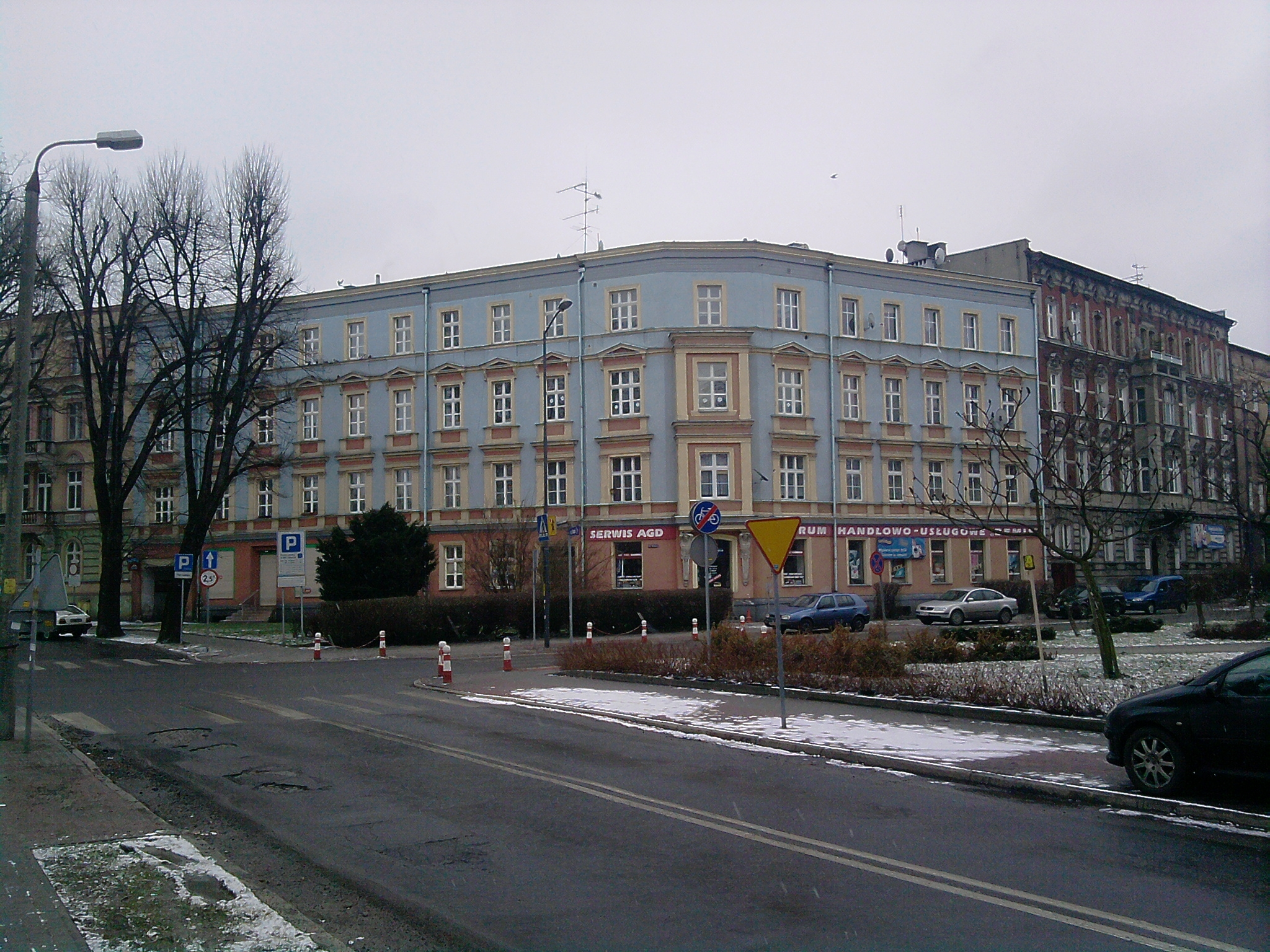
7. Kamienica przy pl. Wolności 11
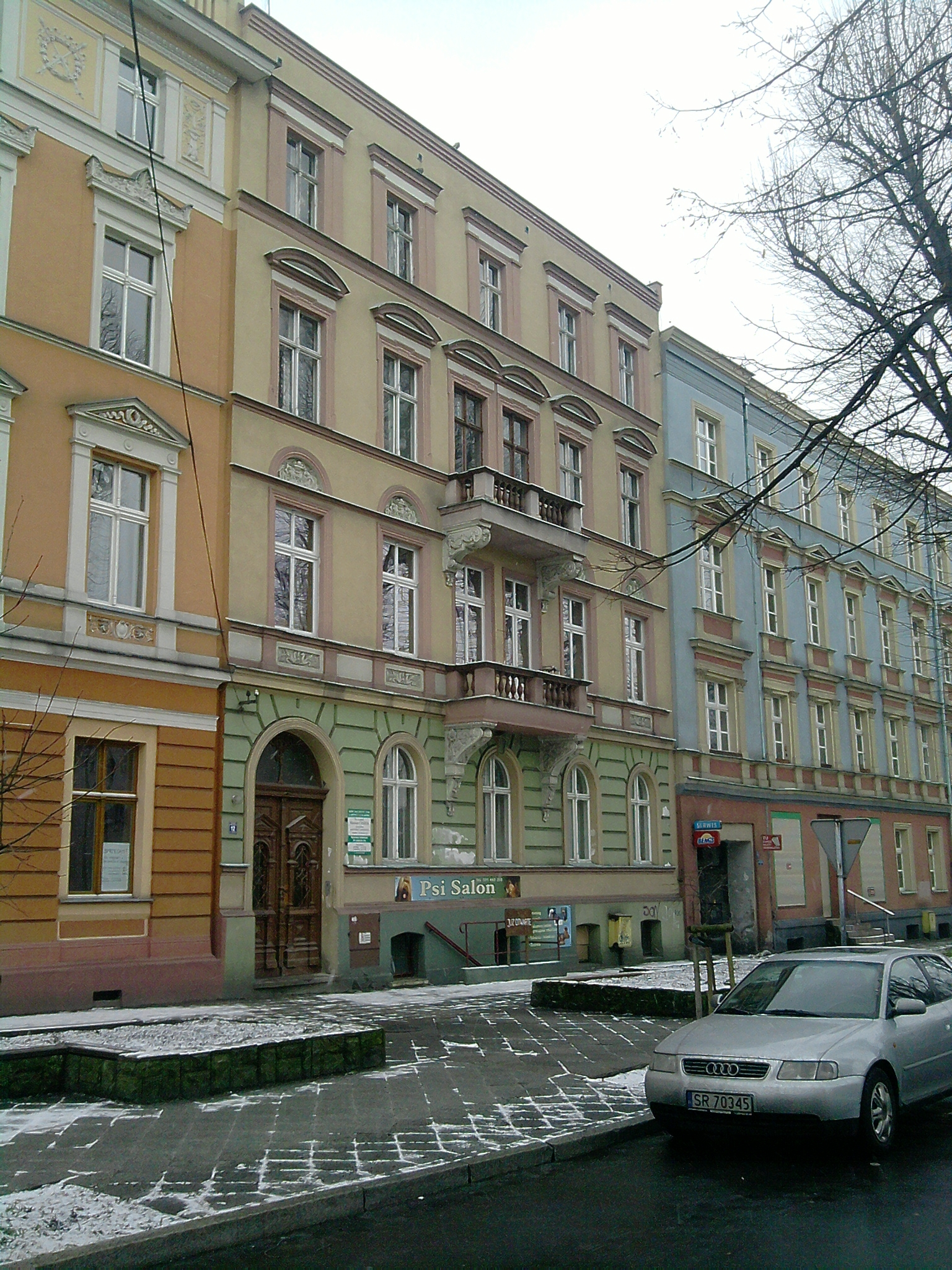
8. Kamienica przy pl. Wolności 12
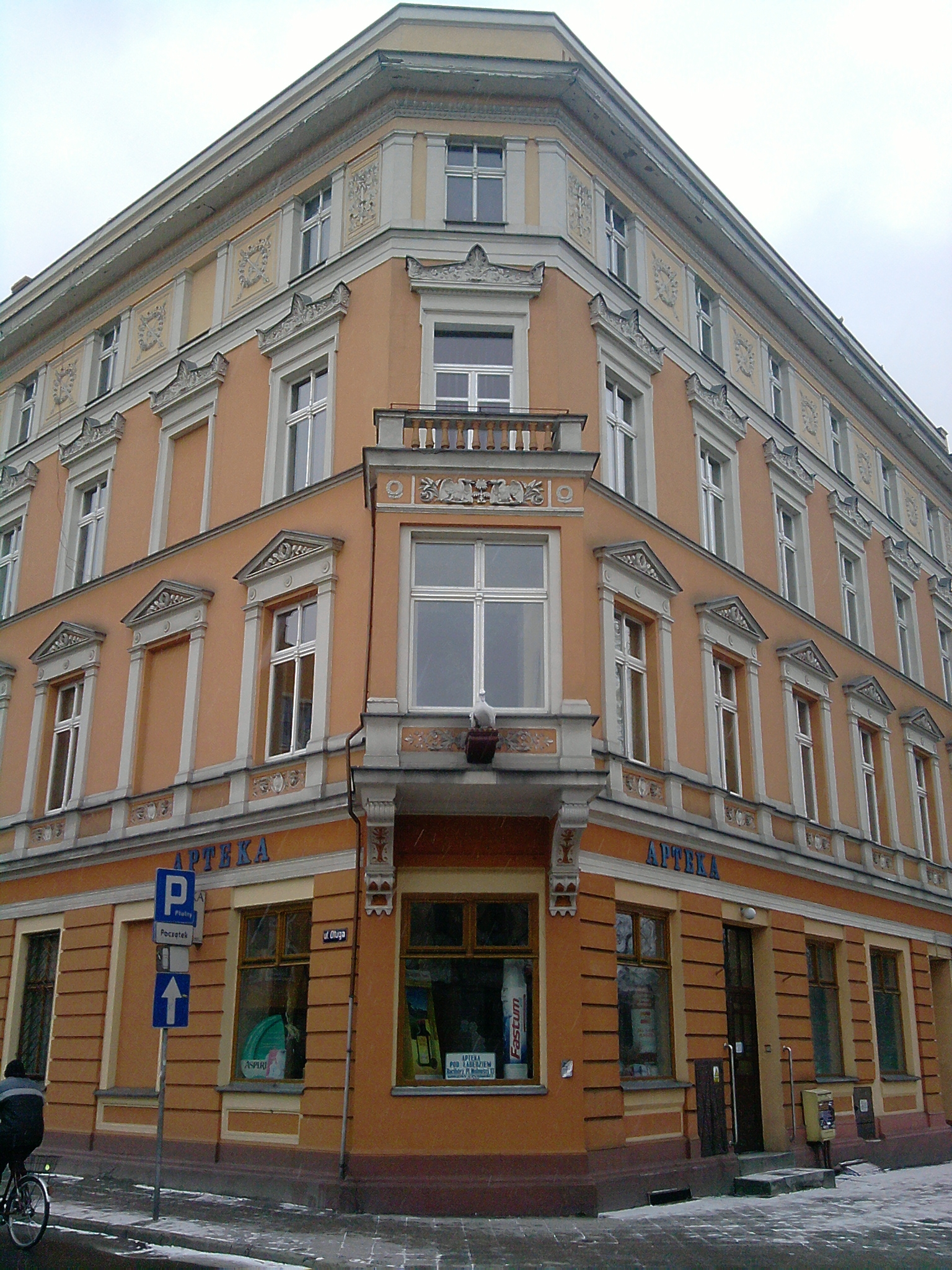
9. Kamienica przy pl. Wolności 13